# التهاب الغدة الدرقية الناجم عن الإشعاع
التهاب الغدة الدرقية الناجم عن الإشعاع هو شكل من أشكال التهاب الغدة الدرقية المؤلم والحاد الناتج عن العلاج الإشعاعي لعلاج فرط نشاط الغدة الدرقية أو الإشعاع لعلاج سرطان الرأس والرقبة أو سرطان الغدد الليمفاوية. يصيب 1 ٪ من أولئك الذين تلقوا علاج اليود المشع (I-131) لعلاج داء غريفز، وعادة ما يقدم ما بين 5 و 10 أيام بعد العملية.  يتم إفراز هرمونات ال T3 و T4 المخزنة فور حدوث التدمير السريع لأنسجة الغدة الدرقية ، مما يؤدي إلى الألم وتفاقم فرط نشاط الغدة الدرقية.